# Grand Valley AVA
Grand Valley AVA ist ein seit dem 25. November 1991 durch das Bureau of Alcohol, Tobacco, Firearms and Explosives anerkanntes Weinbaugebiet im US-Bundesstaat Colorado.

## Lage
Die  American Viticultural Area Grand Valley liegt im Westen der Gemeinde Grand Junction im Mesa County im Westen des Staates. Das Gebiet liegt innerhalb eines landwirtschaftlich intensiv genutzten Gebietes namens Grand Valley entlang des Colorado River. Seit dem späten 19. Jahrhundert wird das maximal 48 × 8 km große Gebiet bearbeitet und George A. Crawford legte im Jahr 1890 den ersten gewerblich genutzten Weinberg der Region an. 
Heute liegen etwa 75 Prozent aller Weingüter Colorados in der Grand Valley AVA. Die Weinberge von Grand Valley verteilen sich auf Höhen von bis zu 1400 Meter über dem Meeresspiegel. Im Mesa County gibt es warme, teils heiße Sommer und kalte, schneereiche Winter. Vor allem die Temperaturunterschiede zwischen Tag und Nacht sind teilweise hoch und verlängern den Vegetationszyklus der Reben. So kann es im Sommer trotz hoher Tagestemperaturen nachts empfindlich kalt werden. Die Frostgefahr wird jedoch durch einen guten Kaltluftabfluss gemindert.